# 可変モビルスーツ
可変モビルスーツ（かへんモビルスーツ、TRANSFORMABLE MOBILE SUIT：TMS）は、アニメ『機動戦士ガンダム』をはじめとする「ガンダムシリーズ」に登場する架空の兵器「モビルスーツ（MS）」 のうち、人型とは違った形態に変形することが可能であるものを指す。
またモビルアーマー（MA）形態での運用を主として開発された比較的大型の機体は可変モビルアーマー (TRANSFORMABLE MOBILE ARMOUR：TMA) と呼ばれる。開発経緯など設定上の区別はあるものの、可変MSと可変MAの間で劇中の描写に明確な違いはなかった。
ガンダムシリーズでは『機動戦士Ζガンダム』（1985年）で初登場し、その後のシリーズ作品にも多数登場している。

## 各作品シリーズにおける可変モビルスーツ

### 『機動戦士ガンダム』（宇宙世紀）シリーズ
一年戦争中にジオン公国軍が作り出したMAは、高速移動ができて攻撃力も高かった反面、局地専用に特化されたものであるため、MSのような汎用性には乏しかった。戦後、地球連邦軍はMAをMS形態に変形させ、両者の能力を持たせることでその欠点を無くそうとした。このコンセプトによって作られたのがアッシマーやギャプランといった可変MA（TMA）である。このうち、アッシマーにはマグネット・コーティングとドラム・フレームを採用することで可変機構を実現。ギャプランからはムーバブルフレームとガンダリウムγが導入され、変形に要する時間を1秒以内に短縮することができた。
その一方で、アクシズはムーバブルフレームに依らないブロック移動方式の可変機構を持つ初の可変MS（TMS）ガザシリーズを開発した。元は作業用に開発されたものだったが、その能力と生産性の高さのため、正式採用・量産されている。また、エゥーゴではアクシズから得られたデータを元にΖ計画を進行させた。可変MSは便宜上、第3世代MSに分類される。
中原れいの漫画『機動戦士ガンダム MSジェネレーション』には、連邦軍のガンダムGT-FOUR、および対抗して公国軍が開発したザクスピードが登場する。一年戦争末期のストーリーであり、時系列上は最も初期の可変MSとなる。

### 『機動武闘伝Gガンダム』シリーズ
『機動武闘伝Gガンダム』においては、ヘリコプター形態に変形可能なネオアメリカ軍の可変MS・マーフィーが登場しているが、モビルアーマー形態に変形する機体としてはシャッフル同盟の専用機(シャッフル・ハート、シャッフル・スペード・シャッフル・クラブ、シャッフル・ダイヤ)は高速移動形態としてトランプのスート（紋章）に変形する機能を持つ。ただし、シャッフル・ジョーカーのみは変形機構がなく、ビームで機体を覆う方式をとっている。

### 『新機動戦記ガンダムW』シリーズ
テレビアニメ『新機動戦記ガンダムW』においては、ウイングガンダムゼロにおいて「ネオバード形態」と呼ばれる長距離高速移動形態に変形する機構が存在する。また、ウイングガンダムにも「バード形態」と呼ばれる大気圏内飛行・戦闘用形態が存在する。ガンダムエピオンにおいては内部回路を組み替えることにより、長距離移動を可能としたモビルアーマー形態も導入されている。トーラスには大気圏と宇宙双方で飛行可能な飛行形態への可変機構が導入されている。
一方で、外伝コミック『新機動戦記ガンダムW デュアルストーリー G-UNIT』では高機動戦闘用MA形態への可変機構を持つハイドラガンダム、高速移動用MA形態とアサルトモードを持つガンダムグリープが登場している。『新機動戦記ガンダムW BATTLEFIELD OF PACIFIST』に登場するスコーピオにおいては推進ユニットを装備したMA形態に変形可能としている。

### 『機動新世紀ガンダムX』シリーズ
『機動新世紀ガンダムX』においては、ガンダムエアマスターおよびガンダムアシュタロンとそれぞれの後継機が高速移動形態に変形する機構トランスシステムを持つ。
ガンダムエアマスターはトランスシステムによって長距離高速飛行用のファイターモードに変形し、ガンダムアシュタロンは圧倒的な出力を重視したモビルアーマー形態へと変形する。

### 『∀ガンダム』シリーズ
『∀ガンダム』においてはMA形態に変形するムットゥーや大気圏突入用の降下形態に変形するフラットが存在する。

### 『機動戦士ガンダムSEED』シリーズ
『機動戦士ガンダムSEED』においては、地球連合軍が開発したG兵器の1機イージスが登場。通常のMS形態のほかに強襲形態、高速巡航形態のMAへ変形を可能とする。後に、イージスのX300系フレームを受け継いだ可変MS、レイダーが開発されるが、イージスが宇宙戦闘を重視したMA形態を取っていたのに対し、レイダーでは大気圏内戦闘用の特色が強いMA形態を導入している。
『機動戦士ガンダムSEED ECLIPSE』においては、オーブにて極秘に開発されたカスタムタイプの可変MSエクリプスが2機開発された。
『機動戦士ガンダムSEED DESTINY』においてはユニウス条約の影響やイージスの技術を取り入れたことにより、セカンドステージシリーズにおいて開発された5機にMAや分離可変といった変形機構が導入されている。また、ザフトにおいては空中戦特化型のMA形態を持つバビ、水中高速巡行用のMA形態へ可変するアッシュも開発されている。連合においてはアドゥカーフ・メカノインダストリー社製の大型MAと従来型MS双方の特色を持つ可変MA、デストロイを開発した。一方で、オーブ軍が開発したムラサメは、高速飛行が可能な戦闘機形態のMAへ変形する機構を有している。
『機動戦士ガンダムSEED ASTRAY R』では、イージスを強奪したザフト軍がそれを元に可変MSリジェネレイトを開発した。
『機動戦士ガンダムSEED C.E.73 Δ ASTRAY』では、アクタイオン・プロジェクトによって再建造されたものが、ロッソイージスとして改修された。同機はオリジナル機を上回る多くの変形機構を有している。
『機動戦士ガンダムSEED C.E.73 Δ ASTRAY』では、火星のコロニー群が所有するガードシェルが存在し、三脚型形態に変形する機構を備えている。

### 『機動戦士ガンダム00』シリーズ
『機動戦士ガンダム00』においては、2307年のユニオンの主力機であるユニオンリアルドがパーツ換装による変形機構を導入。ユニオンフラッグやAEUのイナクトにおいては換装作業を必要としない可変機構が採用されている。また、連邦軍のブレイヴでは航続距離の拡大と機動性を考慮し可変機構が導入されている。
ソレスタルビーイングが有するガンダムでは、第2世代ガンダムのガンダムアブルホールを経てガンダムキュリオスが開発され、その後2312年に後継機アリオスガンダムと支援機GNアーチャー、2314年にはアリオスとGNアーチャーの機能を統合したガンダムハルートが製造された。
一方、2312年にイノベイター勢力が開発したMAレグナントは、MA形態からMS形態に変形できる。同時期に登場したリボーンズガンダムも、砲撃形態リボーンズキャノンへの可変機構を有している（当初はタンク形態まで存在したが、アニュー・リターナーがデータを持ち帰ったツインドライヴシステムを搭載する位置との兼ね合いでタンク形態は外された）。

### 『機動戦士ガンダムAGE』シリーズ
『機動戦士ガンダムAGE』においては、UE / ヴェイガン側のガフランやバクトなどの機体が、自陣から連邦領内の長距離を移動する目的で変形機構を採用しているが、第2部以降は勢力圏拡大に伴い長距離移動の必要性が薄れたため、非変形機が多くなっていった。
一方の地球連邦軍は、ガンダムAGE-2（後にマッドーナ工房の手によりガンダムAGE-2ダークハウンドに改修）が高速飛行形態「ストライダー形態」への可変機構を搭載したのを皮切りに、AGE-2のデータが反映された可変量産機クランシェなどが製造された。

### ガンダム Gのレコンギスタ
『ガンダム Gのレコンギスタ』では、「ヘルメスの薔薇の設計図」を基に製造されたG系統のMS「G-アルケイン」が可変機能を持っている。
また、作中の一勢力であるキャピタル・アーミィも、エルフ・ブルを始めとした可変MS「エルフシリーズ」を開発している。

### 『機動戦士ガンダム 鉄血のオルフェンズ』シリーズ
『機動戦士ガンダム 鉄血のオルフェンズ』では、テレビアニメ第1期で高機動形態に変形する「百里（ヒャクリ）」が登場するが、こちらは両腕をバックパックに収納するのみの簡易的な機構にとどまっている。第2期に登場するガンダム・フラウロスは四足歩行の砲撃モードに変形し、その機構もより可変機らしいものになっている。

### モビルスーツ関連項目
特定の種別のモビルスーツに関する項目。
- モビルスーツ
  - ガンダムタイプ
  - 可変モビルスーツ
  - 水陸両用モビルスーツ
  - ニュータイプ専用機
  - マン・マシーン
  - モビルファイター
  - モビルドール
- モビルアーマー
- ノーマルスーツ